# Joe Simon (musiker)
Joe Simon, född 2 september 1936 i Simmesport, Louisiana, död 13 december 2021 nära Chicago, Illinois, var en amerikansk soul- och R&B-sångare och låtskrivare. 
Han fick ett flertal listplaceringar i USA från sent 1960-tal fram till mitten av 1970-talet. Hans första notabla listplacering kom 1965 med låten "Let's Do It Over" som nådde trettonde platsen på Billboards R&B-singellista. 1969 släpptes hans största hit "The Chokin' Kind" som nådde trettonde plats på Billboard Hot 100-listan, och senare tilldelades en Grammy för "Bästa manliga R&B-framträdande". Bland Simons 1970-talshits kan nämnas "Your Time to Cry" (1971), "Drowning in the Sea of Love", "Pool of Bad Luck", "Power of Love" (alla 1972), "Theme from Cleopatra Jones" (1973), och "Get Down, Get Down (Get On The Floor)" (1975). Han drog sig tillbaka från den sekulära musiken mot slutet av 1970-talet för att istället ägna sig åt religiös musik.